# Digestione anaerobica

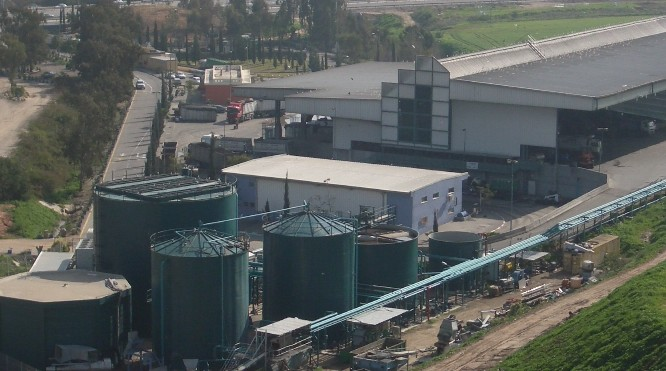
Digestori anaerobici UASB a doppio stadio adattati per il trattamento dei rifiuti e delle acque reflue.

Per digestione anaerobica si intende la degradazione della sostanza organica da parte di microrganismi in condizioni di anaerobiosi. Si tratta di un processo differente rispetto al compostaggio, che invece è strettamente aerobico.

## Descrizione del processo
Convenzionalmente, in relazione al tipo di batteri utilizzati, esistono due differenti intervalli di temperatura in cui viene condotta la digestione anaerobica:
- con batteri mesofili si lavora a temperature comprese tra 20-45 °C, con un intervallo ottimale di 37-41 °C;
- con batteri termofili le condizioni di esercizio ottimali implicano un intervallo di temperatura compreso tra i 50-52 °C, con temperature che possono anche essere relativamente elevate e superare i 70 °C.

Il tempo di residenza in un digestore varia in funzione della quantità di materiale da trattare, del tipo di materiale e dalla temperatura di esercizio. Altro parametro particolarmente importante è il valore di pH. Nel caso della digestione condotta con batteri mesofili il tempo di residenza è compreso tra i 15 e i 30 giorni. Nel caso della digestione UASB con batteri mesofili, che permette il trattamento delle acque reflue, i tempi di residenza differiscono in relazione alla parte liquida e a quella solida, con i primi che rispettivamente rientrano nell'arco di un giorno mentre i secondi non superano i 90 giorni. Nel caso di un processo con batteri termofili le temperature più elevate permettono di velocizzare la digestione, richiedendo solamente due settimane per giungere a completamento. Di contro la digestione termofila ha un costo maggiore, richiede più energia ed è più critica dell'analogo processo mesofilo. Quest'ultimo è quindi quello attualmente più utilizzato.
I digestori più comuni sono quelli continui: possiedono dispositivi meccanici o idraulici atti a mescolare il materiale e a estrarne in continuazione gli eccessi per mantenere un volume ragionevolmente costante, durante l'aggiunta continua di materiale organico. L'altra tipologia di digestori è quella discontinua batch, impiantisticamente più semplice ma che ha lo svantaggio di emettere odori e di possedere cicli di svuotamento problematici: una volta avvenuta l'alimentazione iniziale il reattore viene chiuso e sull'intera massa trattata non agisce alcun dispositivo di sorta per tutta la durata del processo.
La digestione del materiale organico biodegradabile implica l'uso di molte differenti specie di batteri occorrenti in natura, ognuna delle quali ha un ruolo differente in una differente fase del processo di digestione. Lo stretto controllo delle condizioni operative di un digestore è essenziale per assicurare la crescita batterica e l'effettivo verificarsi del biochimismo necessario per il buon fine della digestione stessa.
La digestione anaerobica è suddivisibile in quattro stadi:
1. Idrolisi, dove le molecole organiche subiscono scissione in composti più semplici quali i monosaccaridi, amminoacidi e acidi grassi.
2. Acidogenesi, dove avviene l'ulteriore scissione in molecole ancora più semplici come gli acidi grassi volatili (ad esempio acido acetico, propionico, butirrico e valerico), con produzione di ammoniaca, anidride carbonica e acido solfidrico quali sottoprodotti.
3. Acetogenesi, dove le molecole semplici prodotte nel precedente stadio sono ulteriormente digerite producendo biossido di carbonio, idrogeno e principalmente acido acetico.
4. Metanogenesi, con produzione di metano, biossido di carbonio e acqua.

La digestione anaerobica può essere effettuata sia a umido che a secco. La digestione a secco si riferisce a miscele di materiale con contenuto minimo in solidi del 30%, mentre la digestione a umido si riferisce a miscele con un massimo del 15% di contenuto in solidi.

## Condizioni operative
I processi di digestione possono avvenire in condizioni operative molto differenti, in base a:
- condizioni termiche di reazione
  - psicrofilia (20 °C)
  - mesofilia (35-37 °C)
  - termofilia (>55 °C)
- contenuto di solidi
  - processo umido (Frazione Solida: 5-8%)
  - semi-secco (FS: 8-20%)
  - secco (FS >20%)
- fasi biologiche
  - unica (un solo reattore)
  - fasi idrolitica e metanogenica separate, in reattori distinti.

## Sottoprodotti della digestione anaerobica
I principali sottoprodotti della digestione anaerobica sono essenzialmente tre: il biogas, un digestato acidogenico e un digestato metanogenico.
Il biogas è una miscela gassosa composta prevalentemente da metano e anidride carbonica, ma contenente anche una piccola quantità di idrogeno e occasionalmente tracce di acido solfidrico. Il biogas può essere bruciato per produrre elettricità, solitamente tramite motore a scoppio o microturbina. Il gas è spesso utilizzato anche per la cogenerazione, generando energia elettrica e sfruttando il calore per riscaldare gli stessi digestori o effettuare il teleriscaldamento. L'energia elettrica prodotta dalla digestione anaerobica viene considerata una forma di energia verde. Dato che il gas non viene rilasciato direttamente nell'atmosfera e l'anidride carbonica deriva da fonte organica caratterizzata da breve ciclo del carbonio, il biogas con la sua combustione non contribuisce all'aumento delle concentrazioni atmosferiche di CO2 e grazie a ciò viene considerato una fonte energetica a basso impatto ambientale. La produzione di biogas non avviene in modo costante, durante il processo della digestione anaerobica; il livello massimo viene raggiunto durante la fase centrale del processo. Nelle prime fasi della digestione la produzione di biogas è minore, perché i batteri non si sono ancora riprodotti abbastanza. Verso le fasi finali, resta solamente il materiale più difficilmente digeribile, con una conseguente diminuzione della quantità di biogas prodotto.

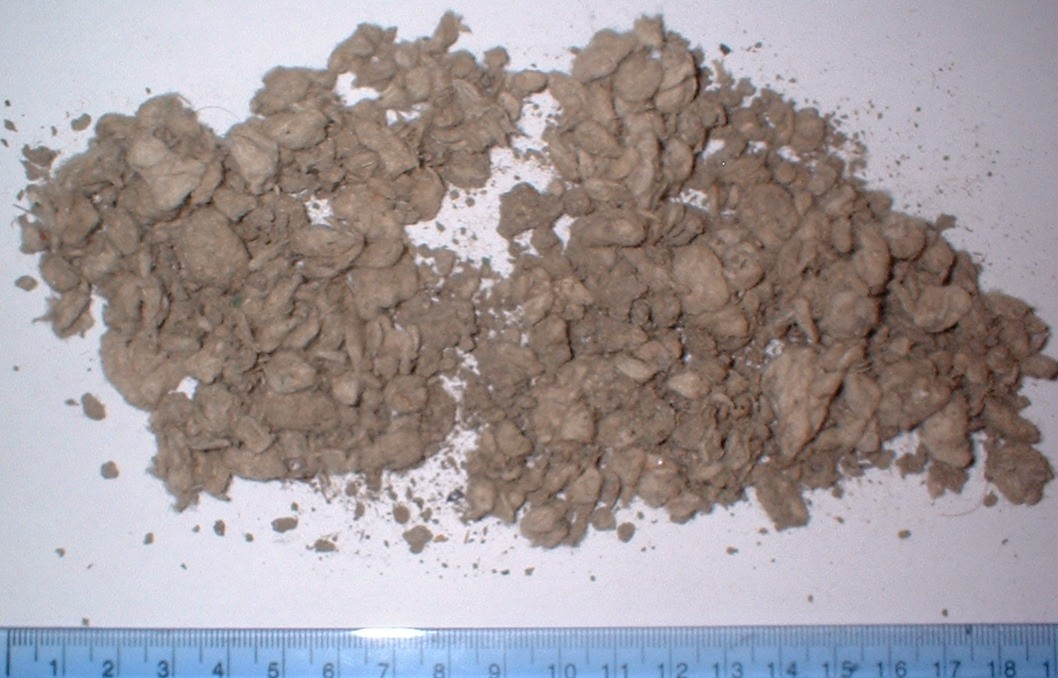
Digestato anaerobico acidogenico.

Il digestato acidogenico è un materiale organico stabile composto prevalentemente da lignina e cellulosa, ma anche da una varietà di componenti minerali e da una matrice di cellule batteriche morte; possono essere presenti anche alcune materie plastiche. Questo digestato somiglia al compost domestico e può essere utilizzato quale suo succedaneo o per produrre materiale da costruzione derivato da fibre di legno.
Il digestato può contenere Salmonella e/o spore di Clostridium del Tetano, pertanto il suo uso in agricoltura è fortemente controverso.
Il digestato metanogenico è il terzo sottoprodotto della digestione anaerobica e, in relazione alla qualità del materiale sottoposto a digestione, può rappresentare un fertilizzante eccellente e ricco di nutrienti. Se il materiale digerito contiene basse quantità di sostanze tossiche quali i metalli pesanti o composti organici di sintesi quali i fitofarmaci o i bifenili policlorurati, la digestione è in grado di concentrare significativamente tali sostanze nella fase liquida. In questi casi sono necessari ulteriori trattamenti appropriati. In casi estremi, e in particolare riguardo alle acque degli scarichi industriali, i costi di abbattimento dei tossici e i rischi ambientali possono superare il vantaggio nel produrre biogas.
Gli impianti di digestione sfruttano convenientemente processi ausiliari per il trattamento e la gestione di tutti i sottoprodotti. Dal biogas viene eliminata l'umidità e talvolta il gas viene anche pretrattato, prima della sua conservazione e utilizzo. La miscela liquida fangosa viene risolta nelle componenti solida e liquida utilizzando comunemente la filtrazione.

## Digestione della frazione umida dei RSU
La digestione anaerobica permette una valorizzazione della frazione umida dei rifiuti solidi urbani, da trattare assieme ai reflui zootecnici (che possono anche essere trattati da soli) presso le aziende agricole.
È possibile ottenere biogas utilizzabile per produrre energia elettrica e termica e sequestrare buona parte dell'azoto contenuto nel digestato, utilizzabile per produrre concimi chimici facilmente trasportabili a basso costo. Separando la parte solida del digestato, da utilizzare come fertilizzante organico nel comprensorio (riducendo i consumi di prodotti chimici), e distribuendo il rimanente (liquido), a basso contenuto di azoto, sui terreni limitrofi, si può risolvere il grave problema degli eccessi di azoto nelle aziende zootecniche (problema attualissimo per la difficoltà di attuare la direttiva nitrati), e anche ridurre fortemente gli odori fastidiosi, con costi molto ridotti o negativi.

## Struttura degli impianti
Un impianto di digestione anaerobica dei rifiuti è caratterizzato da tre sezioni principali:

### Sezione di ricezione e pretrattamento
Il rifiuto va inizialmente stoccato, in attesa di trattamento, in fossa o in piazzale (in base alla natura del rifiuto). La presenza di un certo quantitativo di rifiuti garantisce la continuità del processo di digestione anaerobica anche nel caso di occasionale interruzione nel flusso di ingresso dei rifiuti.
Il pretrattamento prevede innanzitutto la rottura, tramite appositi mulini, dei contenitori usati per la raccolta e il conferimento dei rifiuti.
Seguono operazioni di preparazione, quali l'eliminazione della frazione non degradabile (metalli, inerti, plastiche) e l'omogeneizzazione della granulometria, con eventuale triturazione nel caso la pezzatura iniziale risulti eccessiva.

### Sezione di preparazione del substrato, digestione anaerobica, produzione di energia
La preparazione del substrato consiste nell'ottenimento delle caratteristiche fisico-chimiche ottimali per l'immissione nel digestore.
La regolazione del contenuto di umidità, viene effettuata tramite agitatori e miscelatori; può essere eseguita anche un'eventuale diluizione con fanghi e acqua, in base al contenuto dei solidi previsto per il processo (umido, semi-secco, secco).
La regolazione della temperatura può essere operata all'esterno o all'interno del digestore, in base al regime termico previsto per l'impianto. Nei reattori mesofili la durata del processo (tempo di residenza) è di 14-30 giorni; nei termofili il tempo è circa 14-16 giorni.
La digestione avviene in reattori, alimentati in continuo o in batch, dotati di sistemi di captazione del biogas.
Il materiale deve essere miscelato, al fine di favorire il contatto tra batteri e substrato, evitando la presenza di zone morte, di omogeneizzare la temperatura e il rilascio del biogas e di evitare la sedimentazione del fango e la formazione di pellicole superficiali.
Alcune tecnologie di miscelazione diffuse sono:
- iniezione di gas - lance montate sulla parte superiore
- diffusori di fondo
- "gas-lifter"
- agitatori meccanici – turbine a bassa velocità
- miscelatori a bassa velocità
- pompaggio meccanico interno/esterno
- insufflazione di biogas dal fondo.

Il biogas ottenuto nel processo può essere utilizzato per la produzione di energia termica, tramite combustione in caldaia, oppure anche per la produzione di energia elettrica, attraverso gruppi di cogenerazione.
A prescindere dall'utilizzo, va sottoposto a depurazione:
- per aumentare il potere calorifico della miscela gassosa, si deve abbassare la presenza di anidride carbonica, azoto ed acqua;
- per evitare la corrosione degli impianti si deve limitare l'eventuale presenza di idrogeno solforato ed i composti organici alogenati.

Parte dell'energia prodotta può essere utilizzata per il fabbisogno energetico dell'impianto stesso e l'eventuale energia rimanente può essere venduta sotto forma di combustibile o energia elettrica.

### Sezione di disidratazione, biossidazione accelerata, post-maturazione, raffinazione, stoccaggio prodotti e scarti
Il materiale in uscita dal digestore è un fango liquido (Frazione Solida: 5-25%) che non è completamente stabilizzato (la materia organica non è completamente degradata). Deve essere sottoposto a stabilizzazione aerobica, e per questo deve essere disidratato (serve una FS del 45% circa) mediante tecnologie quali pressa a vite, nastropressa, centrifuga.
La frazione liquida può essere sottoposta a trattamento di depurazione, o essere ricircolata nel processo di digestione.
La stabilizzazione del fango pressato avviene attraverso i due stadi di biossidazione accelerata e post-maturazione.
Il materiale così biostabilizzato può essere ulteriormente raffinato ad esempio per l'utilizzo in agricoltura (vengono rimossi eventuali inerti, metalli..) e appositamente stoccato.